# Slankzalmen
Slankzalmen of Spatzalmen (Lebiasinidae) zijn een straalvinnige familie binnen de orde van de Karperzalmachtigen (Characiformes).
De vissen worden in geheel Zuid-Amerika aangetroffen, met uitzondering van Chili, Peru, Argentinië en Uruguay en komen ook voor in Panama en Costa Rica.
De vissen worden 1,6 tot 16 centimeter lang en ze hebben relatief grote schubben.

## Onderverdeling
De familie wordt onderverdeeld in twee onderfamilies, twee geslachtengroepen, zeven geslachten en 61 soorten:
- Onderfamilie Lebiasininae
  - Derhamia
  - Lebiasina
  - Piabucina
- Onderfamilie Pyrrhulininae
  - Geslachtengroep Pyrrhulinini
    - Copeina
    - Copella
    - Pyrrhulina

  - Geslachtengroep Nannostomini
    - Nannostomus

## Externe bronnen
- (en)  (en) Lebiasinidae. FishBase. Ed. Rainer Froese and Daniel Pauly. Jun 2008 version. N.p.: FishBase, 2008.
- (en) Joseph S. Nelson, Fishes of the World, John Wiley & Sons, 2006, ISBN 0-471-25031-7
- (de) Günther Sterba: Süsswasserfische der Welt, Urania-Verlag, 1990, ISBN 3-332-00109-4